# Pensami per te
Pensami per te è un album della cantante pop italiana Anna Oxa, pubblicato nel 1988 dall'etichetta discografica CBS.
L'album è uscito in seguito alla partecipazione al Festival di Sanremo 1988, in cui presentò il brano Quando nasce un amore.
L'album oltre al pezzo sanremese contiene anche Pensami per te, Oltre la montagna, sigla del programma Fantastico Bis del 1988, striscia quotidiana in onda su Rai 1 nel primo pomeriggio, condotta da Giancarlo Magalli, legata alla Lotteria Italia e appendice di Fantastico, in cui la Oxa partecipa come conduttrice.
Altri brani sono E tu cantavi, Estensione, L'uomo che gioca e Tu non ridi più, brani di difficile esecuzione tecnica.
Pensami per te, tra gli album più venduti ed apprezzati della cantante, fu il primo ad essere stampato anche su CD.

## Tracce
CD (CBS 460665 2)
Testi di Adelio Cogliati e Franco Ciani, musiche di Piero Cassano (tranne ove indicato diversamente).
1. Pensami per te – 5:39 (testo: Adelio Cogliati, Franco Ciani – musica: Piero Cassano)
2. E tu cantavi – 3:40 (testo: Adelio Cogliati, Franco Ciani – musica: Piero Cassano)
3. Attraversarti l'anima – 4:23 (testo: Adelio Cogliati, Franco Ciani – musica: Piero Cassano)
4. C'è ancora un'avventura – 6:18 (testo: Adelio Cogliati, Franco Ciani – musica: Piero Cassano)
5. Quando nasce un amore – 3:59 (testo: Adelio Cogliati, Franco Ciani – musica: Piero Cassano)
6. Tu non ridi più – 4:20 (testo: Adelio Cogliati, Franco Ciani – musica: Piero Cassano)
7. L'uomo che gioca – 4:36 (testo: Adelio Cogliati, Franco Ciani – musica: Piero Cassano, Massimiliano Pani)
8. Oltre la montagna – 4:34 (testo: Adelio Cogliati, Franco Ciani – musica: Piero Cassano)
9. Estensione – 2:30 (musica: Piero Cassano e Fio Zanotti) – Traccia strumentale senza testo con vocalizzi